# Madonna delle Rose
La Madonna delle Rose è un dipinto a olio su tavola (69x96,5cm) di Tiziano, databile al 1530 circa e conservato nella Galleria degli Uffizi a Firenze. È firmato "Ticianus f.", ma forse si tratta di un'aggiunta successiva.

## Storia
L'opera si trovava nelle raccolte dell'arciduca Leopoldo Guglielmo e fu oggetto di uno scambio tra la galleria viennese e quella fiorentina nel 1793, assieme ad altre importanti opere d'arte tra cui la Flora sempre di Tiziano, l'Adorazione dei Magi di Dürer e l'Allegoria sacra di Giovanni Bellini.
Già di attribuzione generalmente accettata, ma con qualche riserva, dopo il restauro del 1978 se ne è riscoperta l'alta qualità pittorica che ne fa uno dei migliori esempi delle Madonne tizianesche a cavallo tra gli anni venti e trenta del Cinquecento. A parte un'esposizione nel 1978, fu tenuto nei depositi dal dopoguerra al 2001, per i numerosi problemi legati alla conservazione, quando trovò finalmente spazio nella sala 28, dedicata a Tiziano, Sebastiano del Piombo e Palma il Vecchio.
Ne esistono diverse copie su incisione, tra cui una di Teniers dal 1666.

## Descrizione e stile
Secondo una tipologia derivata da Giovanni Bellini e già usata da Tiziano nelle opere giovanili, una tenda scostata rivela un paesaggio a sinistra e fa da sfondo alle mezze figure della Madonna col Bambino in braccio su un cuscino, tra santi, in questo caso Giovannino a sinistra e Antonio abate a destra.
Il nome tradizionale deriva dalle rose che il ragazzo offre a Maria, tipico fiore mariano i cui petali rosati ricordavano anche il rosso del sangue della Passione, prefigurandola. Il tipo fisico di Maria la avvicina a lavori come la Pala Pesaro, la Madonna col Bambino tra i santi Giovannino e Caterina d'Alessandria e la Madonna del Coniglio
Intenso è il ritratto di Antonio abate, di profilo, così come sono rese con vibrante plasticità le pieghe pesanti del tendaggio. Il paesaggio bucolico testimonia quel ritorno a temi giorgioneschi di Tiziano in quegli anni.